# Joan Marsh
Joan Marsh (ur. 10 lipca 1913 w Porterville, zm. 19 sierpnia 2000 w Ojai) – amerykańska aktorka filmowa.

## Filmografia
- 1919: Długonogi tata
- 1930: Król jazzu